# Leaskovo, Stara Zagora
Leaskovo (în bulgară Лясково ) este un sat în Obștina Stara Zagora, Regiunea Stara Zagora, Bulgaria.

## Demografie
Componența etnică a satului Leaskovo
     Bulgari (94,96%)
     Romi (3,14%)
     Nicio identificare (1,88%)
     Altele (0%)
La recensământul din 2011, populația satului Leaskovo era de 159 locuitori. Din punct de vedere etnic, majoritatea locuitorilor (94,96%) erau bulgari, cu o minoritate de romi (3,14%). Pentru 1,88% din locuitori nu este cunoscută apartenența etnică.